# Simon Antoine Jean L'Huillier

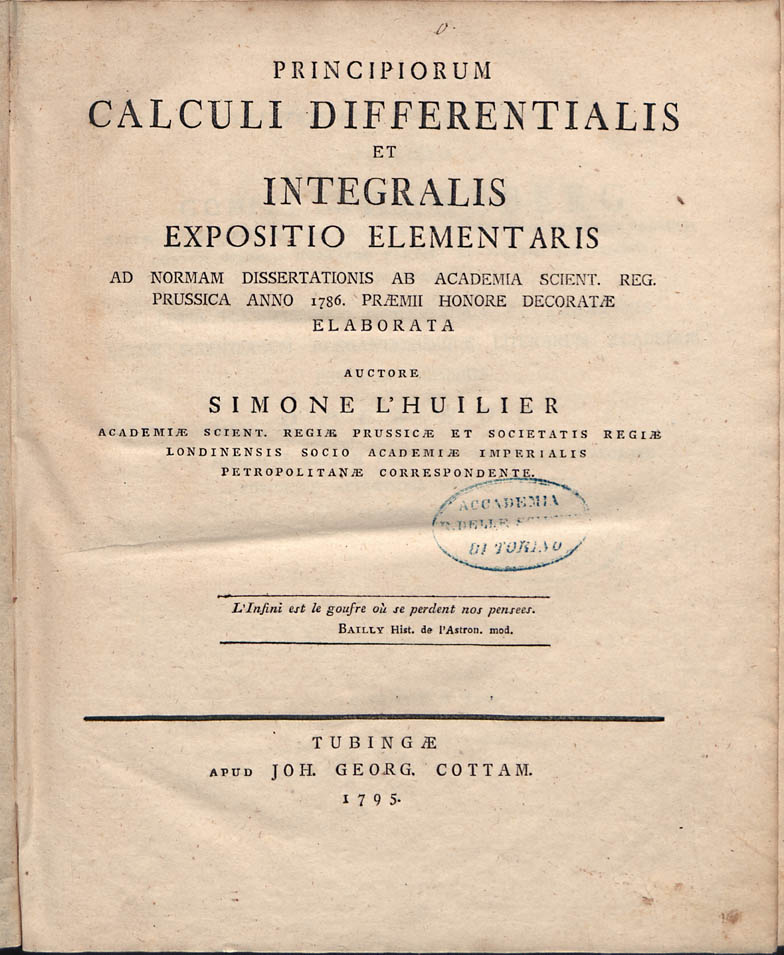
Principiorum calculi differentialis et integralis expositio elementaris, 1795

Simon Antoine Jean L'Huillier (n. Ginebra, Suiza el 24 de abril de 1750, f. en Ginebra el 28 de marzo de 1840) fue un matemático suizo descendiente de una familia hugonote originaria de la ciudad de Mâcon, Francia. Es conocido por sus investigaciones sobre el concepto de límite matemático (fue quien introdujo la notación lim). También se le deben muchas fórmulas de Trigonometría esférica, trabajos en el campo del Análisis matemático y la generalización de la fórmula de Euler relativa al grafo planar y a los poliedros regulares.

## Reseña biográfica

### Estudios
La familia L'Huillier (también referida como Lhuilier o L'Huilier) fue obligada a huir de Francia cuando Luis XIV revocó el Edicto de Nantes, lo que dificultó notablemente las condiciones de vida de los protestantes en Francia. La mencionada familia se estableció desde 1691 definitivamente en la ciudad de Ginebra.
En la conocida Academia de Calvino de esa ciudad L'Huillier se distinguió como un alumno sobresaliente. Estudió matemáticas con Louis Bertrand (n.1731,f.1812), un discípulo de Leonhard Euler. En física, fue discípulo de Georges-Louis Le Sage, por intermedio de quien consiguió un contrato como tutor en la familia Rilliet-Plantamour, cargo que ejerció por un período de dos años.

### Residencia en Polonia
Por intermedio de Le Sage, L'Huillier había conocido a un antiguo discípulo de aquel, Christoph Pfleiderer quien había sido nombrado profesor en la Academia Militar de Varsovia. Pflederer tenía en el año 1775 la misión de organizar un concurso para seleccionar el mejor autor para la escritura de libros de texto de matemáticas para las escuelas polacas y L'Huillier ganó dicho concurso. El príncipe polaco Adam Kazimierz Czartoryski de Pulawy fue de tal manera impresionado por L'Huillier, que en el año 1777 le ofreció un contrato como tutor de su hijo Adam Jerzy Czartoryski, cargo en el que se desempeñó en Pulawy durante los once años siguientes, ciudad donde efectuó numerosas publicaciones.
L'Huillier participó a un concurso establecido por la Academia de Berlín en 1784 relativo a la formulación fundamental del concepto de infinito en el cálculo diferencial. Con su trabajo del año 1786 titulado "Exposition élémentaire des principes des calculs supérieurs" (Exposición elemental de los principios del cálculo superior) obtuvo L'Huillier el premio de dicho certamen. Dicho trabajo puede considerarse como uno de los precursores de las obras modernas sobre análisis, que continúan utilizando las notaciones introducidas por L'Huillier respecto del límite (lim) y otros símbolos. Por otra parte, L'Huillier introdujo la noción de doble límite (por la derecha y por la izquierda). En dicha obra, se utiliza también por primera vez la denominación de "Serie de Taylor" referida al desarrollo polinomial de una función derivable según los trabajos de Brook Taylor (n. 1685 f. 1731).

### Residencia en Alemania y Suiza
En 1789 L'Huillier regresó a Suiza, pero en razón de la inestabilidad política reinante decidió radicarse en Tübingen, Alemania, donde su amigo Pfleiderer enseñaba matemáticas. Permaneció en esta ciudad hasta 1794. Le fue ofrecido un puesto de profesor en la ciudad de Leiden, pero L'Huillier prefirió postular por la cátedra que había ocupado Louis Bertrand en Ginebra, la que logró obtener. Fue contratado en 1795 por la Academia de Ginebra para dicho cargo en el que permaneció hasta el año 1823. Uno de sus discípulos más conocidos fue Jacques Charles François Sturm.
El año 1795 fue rico en acontecimientos para L'Huillier: la obra con la que había ganado el premio de la Academia de Berlín fue traducida y editada en latín bajo el título "Principiorum Calculi Differentialis et Integralis expositio elementaris ad normam dissertationis ab Academia Scient. Reg. Prussica anno 1786. Praemii Honore decoratae elaborata. Tubingae, apud Joh. Georg. Cottam, 1795". En ese año también contrajo matrimonio con Marie Cartier, matrimonio del cual nacieron tres hijos. 

### Principales contribuciones
Durante ese período, L'Huillier participó activamente en la vida política de Ginebra. Fue además un emérito miembro de las Academias de Berlín, de Göttingen, de St. Petersburgo y de la "Royal Societey" de Londres. Elaboró asimismo sus trabajos sobre Poligonometría titulados (en francés) "De la mesure des figures rectilignes" (Sobre la medición de figuras rectilíneas) y su "Abrégé d'isopérimétrie élémentaire ou De la dépendance mutuelle des grandeurs et des limites des figures" (Compendio de isoperimetría elemental o sobre la dependencia mutua de magnitudes y límites de figuras). Trabajó asimismo sobre las fórmulas de Euler relativas a los polideros regulares y corrigió la solución dada por Euler al conocido "Problema de los puentes de Königsberg".

#### Generalización de la fórmula de Euler
Según la fórmula de Euler, en todo poliedro regular, si a la suma de la cantidad de vértices (V) más la cantidad de caras (C) se le resta la cantidad de aristas (A) el resultado es igual a 2:
V + C - A = 2
Hoy en día se dice que este resultado, llamado Característica de Euler, es un invariante topológico. L'Huillier generalizó la fórmula de Euler a poliedros con orificios. La invariante es así
V + C - A = 2 - 2G
donde G representa la cantidad de orificios. De esta fórmula más general se deriva que la característica de Euler en el caso especial de un poliedro regular (G=0) es igual a 2; en el caso de un toro (G=1), es igual a cero.
Las investigaciones de L'Huillieur significaron un paso importante en el desarrollo de la Topología. Recién el matemático francés Henri Poincaré generalizó totalmente la fórmula de Euler.

### Otras obras
En 1796 y 1797 L'Huillier escribió cuatro artículos sobre Teoría de la probabilidad que fueron publicados en el volumen 1796 de las Memorias de la Academia de Berlín.
En 1804 L'Huillier escribió un libro de texto en dos volúmenes con el título en francés "Eléments raisonnés d'Algèbre: publiés à l'usage des étudians en philosophie" (Elementos de Álgebra razonada: editado para el uso de los estudiantes de filosofía), obra que puede considerarse como la continuación de los libros de texto que había escrito durante su estadía en Polonia.